# Oullins-Pierre-Bénite
Oullins-Pierre-Bénite ist eine französische Gemeinde mit 37.928 Einwohnern (Stand 1. Januar 2022) in der Métropole de Lyon in der Region Auvergne-Rhône-Alpes. Die Gemeinde gehört zum Arrondissement Lyon.

## Gemeindegliederung

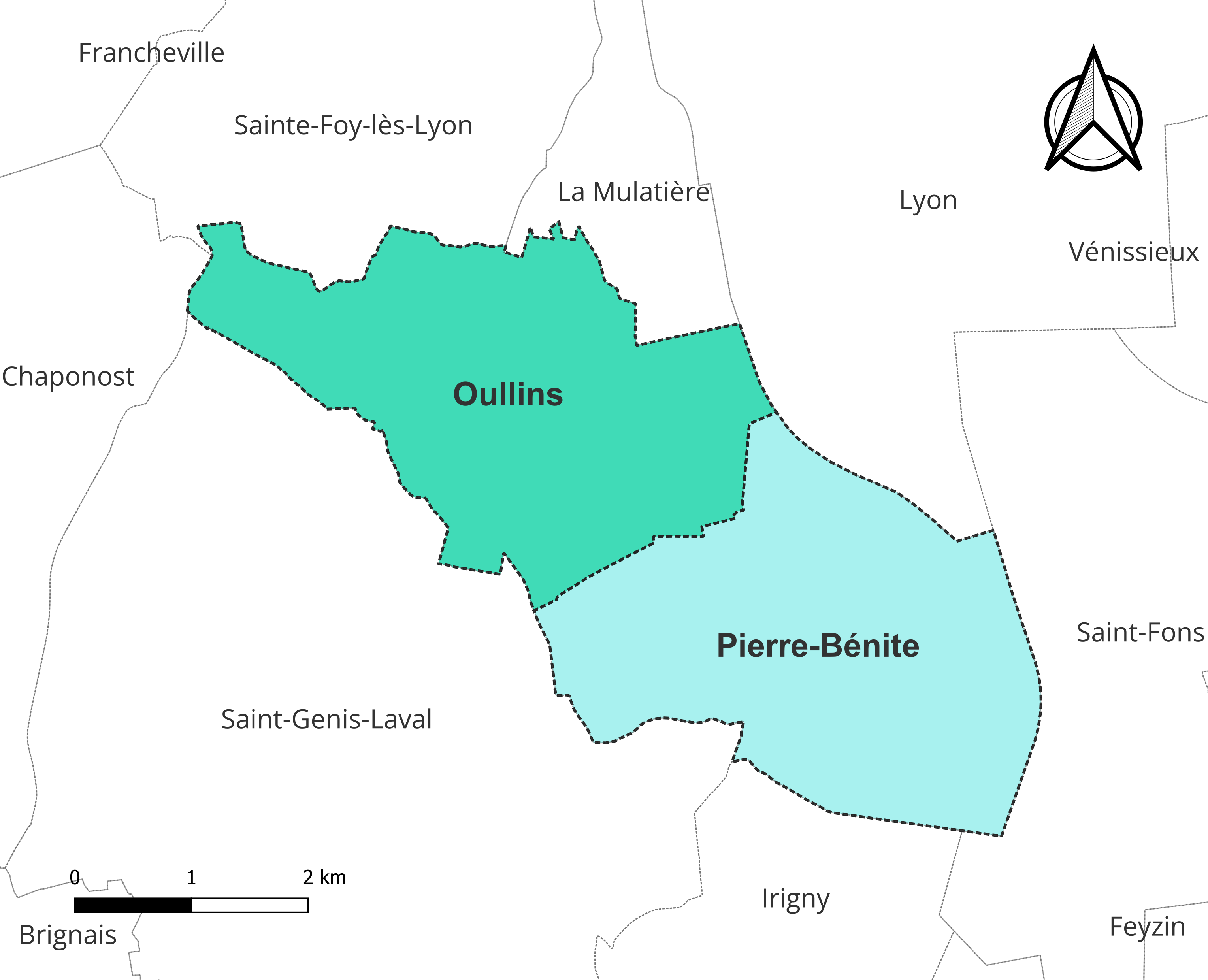
Gemeindegliederung

Die Gemeinde entstand mit Wirkung vom 1. Januar 2024 als Commune nouvelle durch Zusammenlegung der bis dahin selbstständigen Gemeinden Oullins und Pierre-Bénite, die fortan den Status von Communes déléguées besitzen. Der Verwaltungssitz befindet sich in Oullins.

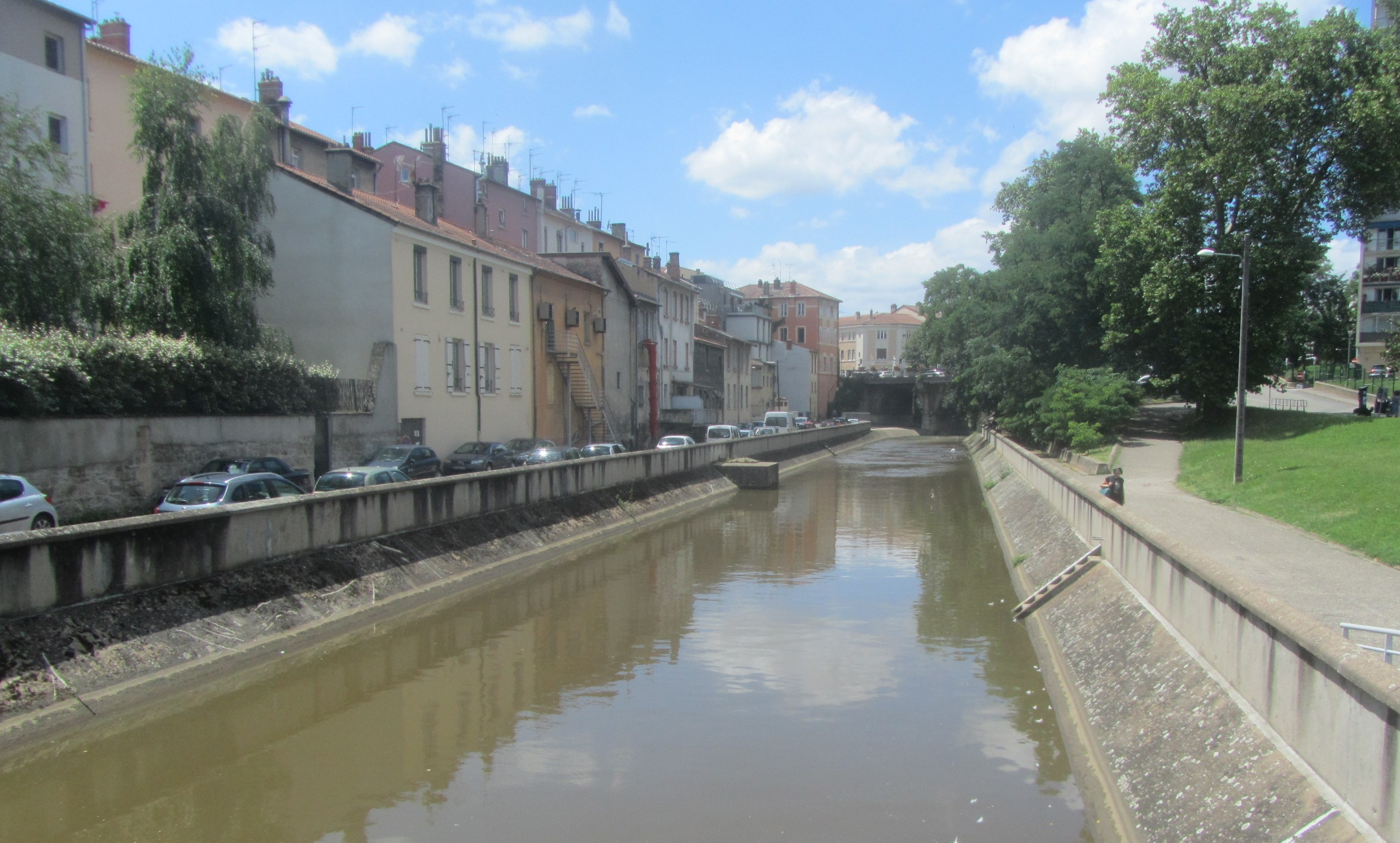
Kanalisierter Yzeron bei Oullins

| Commune déléguée          | Ehemaliger INSEE-Code | PLZ   | Fläche (km²) | Einwohnerzahl (2022) |
| ------------------------- | --------------------- | ----- | ------------ | -------------------- |
| Oullins (Verwaltungssitz) | 69149                 | 69600 | 4,40         | 27.343               |
| Pierre-Bénite             | 69152                 | 69310 | 4,48         | 10.585               |

## Geografie
Oullins-Pierre-Bénite ist liegt sechs Kilometer südwestlich des Stadtzentrums von Lyon und damit an der Randzone der Großstadt am rechten Ufer der Rhone. Durch den Ort fließt der Yzeron, der am nordöstlichen Rand des Gemeindegebiets in die Rhone mündet.
Umgeben wird Oullins-Pierre-Bénite von den zehn Nachbargemeinden:
|                   | Sainte-Foy-lès-Lyon La Mulatière            | Lyon       |
| Chaponost         | Kompassrose, die auf Nachbargemeinden zeigt | Saint-Fons |
| Saint-Genis-Laval | Irigny                                      |            |

## Sehenswürdigkeiten
| Name                        | Ort           | Bemerkungen | Bild |
| --------------------------- | ------------- | --- | ---- |
| Schule Saint-Thomas d’Aquin | Oullins       | Seit 1836 in der ehemaligen Residenz der Erzbischöfe von Lyon, Kapelle zwischen 1861 und 1888 errichtet, seit 1978 als Monument historique klassifiziert |      |
| „Haus La Cadière“           | Oullins       | 16. Jahrhundert, Außengalerie seit 1972 als Monument historique eingeschrieben                                                                           |      |
| Wohnhaus Le Castel          | Oullins       | 16. Jahrhundert, Fassaden und Dächer zur Straße und zum Innenhof seit 1983 als Monument historique eingeschrieben                                        |      |
| Rathaus (Hôtel de ville)    | Oullins       | 16. Jahrhundert, vormals Schloss La Bussière |      |
| Herrenhaus Le Grand Perron  | Pierre-Bénite | 16. Jahrhundert, seit 1979 in Teilen als Monument historique klassifiziert, in weiteren Teilen eingeschrieben                                            |      |
| Schloss „Le Petit Perron“   | Pierre-Bénite | 16. Jahrhundert, seit 2006 als Monument historique eingeschrieben                                                                                        |      |

## Bildung
Die Gemeinde verfügt im Ortsteil Oullins über
- drei öffentliche Vorschulen,
- sieben öffentliche und drei private Vor- und Grundschulen (Écoles primaires),
- eine öffentliche Grundschule (École élémentaire),
- zwei öffentliche und zwei private Collèges,
- zwei öffentliche und zwei private Lycées und
- zwei öffentliche und ein privates berufliches Lycée.[2]

Sie verfügt außerdem im Ortsteil Pierre-Bénite über
- drei öffentliche Vorschulen (Écoles maternelles),
- eine private Vor- und Grundschule (École primaire),
- zwei öffentliche Grundschulen (Écolen élémentaires) und

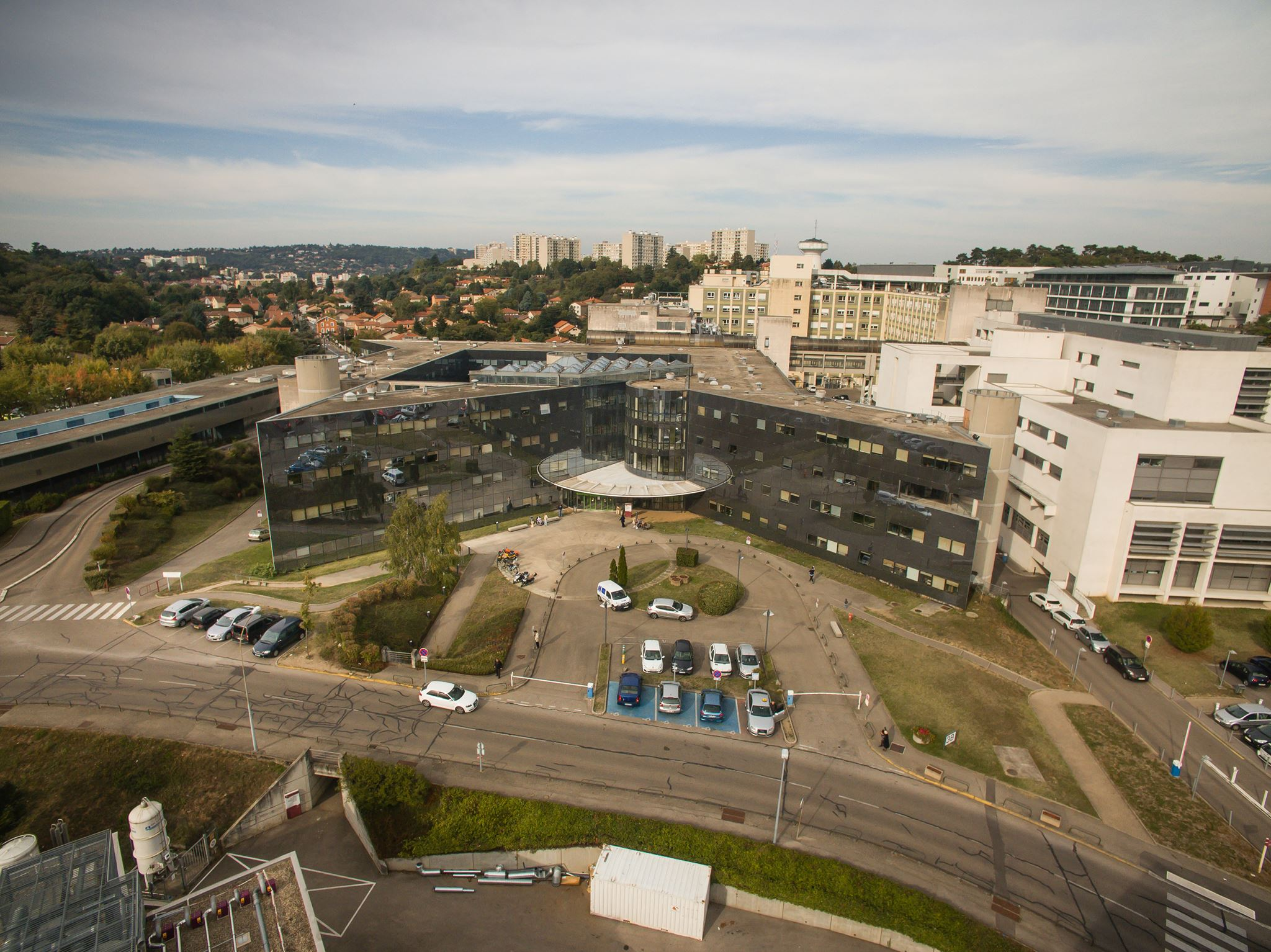
Krankenhaus Lyon-Sud

- ein öffentliches Collège.[3]

## Gesundheitsversorgung
Das Krankenhaus Lyon-Sud im Ortsteil Pierre-Bénite verfügt über 1000 Betten und Plätze. Es verfügt über renommierte Leistungen, insbesondere auf dem Gebiet der Onkologie, Ernährung, Immunologie sowie in einer Reihe chirurgischer Fachgebiete. Darüber hinaus ist es eine Referenzeinrichtung in der Versorgung von Notfällen, schwangeren Frauen und älteren Patienten.

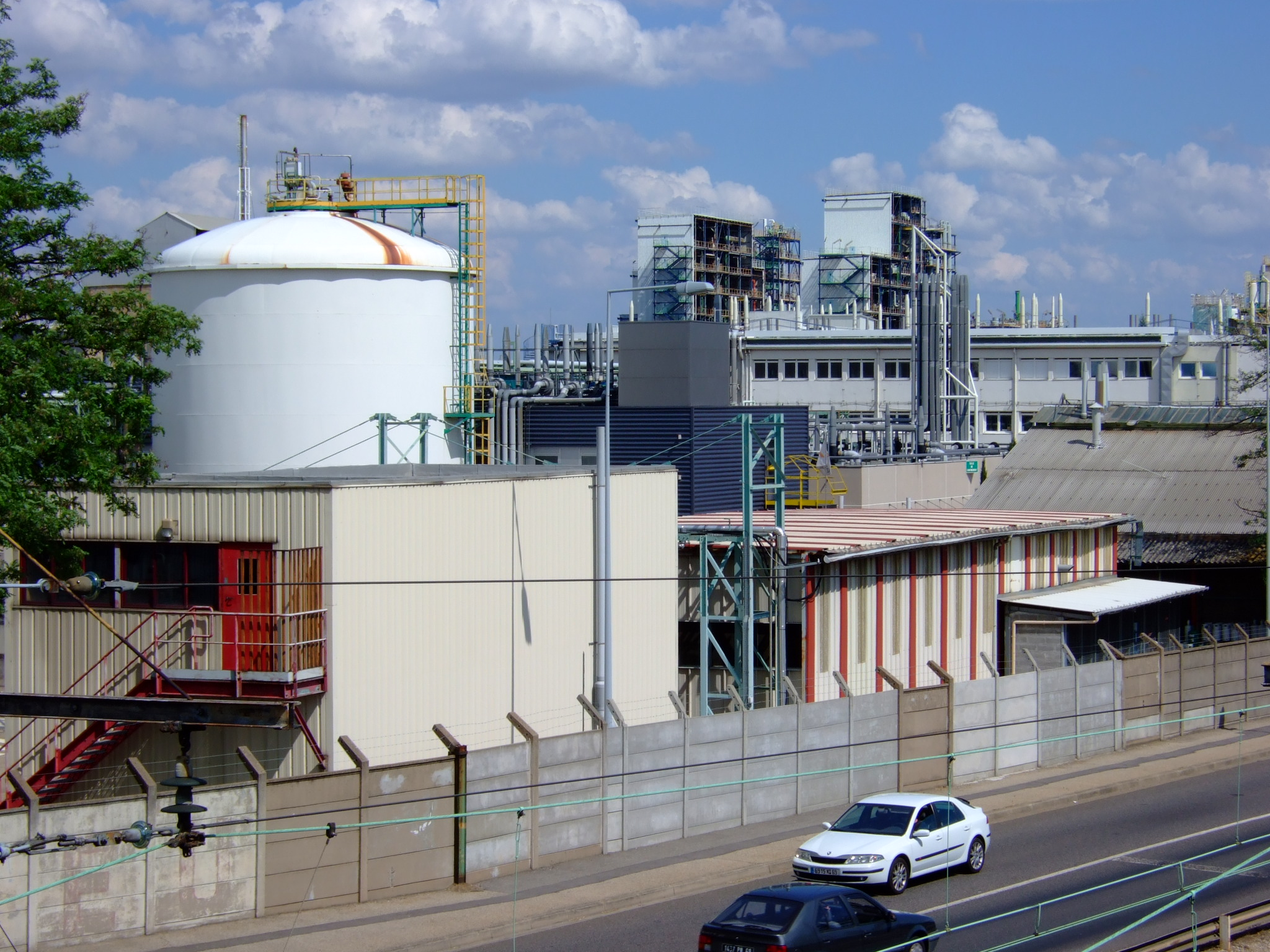
Industrieanlage der Firma ARKEMA in Pierre-Bénite

## Wirtschaft
Der Ort Oullins ist bekannt durch seine zahlreichen Einkaufszentren mit mehr als 250 Geschäften.
Das seit 1902 bestehende Unternehmen ARKEMA inspirierte die Entwicklung von Pierre-Bénite. Als echtes Zentrum für Wettbewerbsfähigkeit hat ARKEMA beschlossen, in Pierre-Bénite eine Produktionseinheit, aber auch sein Rhône-Alpes-Forschungszentrum (CRRA) und sein Technik-, IT- und Verwaltungszentrum (CETIA) zu errichten. Der historische Standort von Hermès im Herzen der Stadt ist bekannt für seine luxuriösen Leder- und Seidendruckaktivitäten. Andere wichtige Global Player wie TNT (Transport), CIN CELLIOSE (Farben und Lacke) sind in der Gemeinde präsent.

## Verkehr

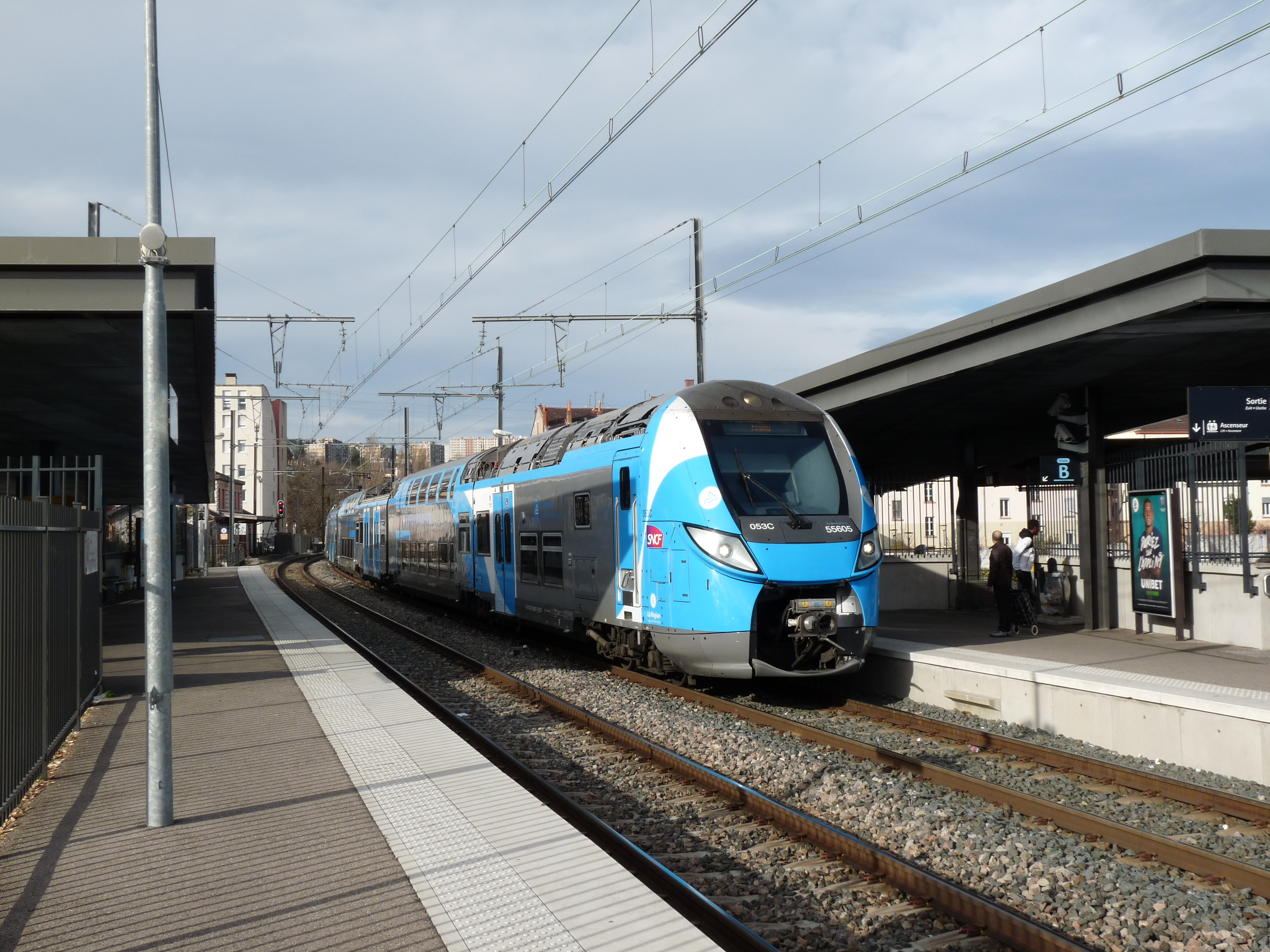
Bahnhof Oullins

Oullins-Pierre-Bénite hat einen Bahnhof in Oullins und einen Haltepunkt in Pierre-Bénite an der Bahnstrecke Saint-Étienne–Lyon, die in diesem Abschnitt 1832 in Betrieb genommen wurde. Diese zweite Bahnstrecke Frankreichs wurde später in die Bahnstrecke Moret-Veneux-les-Sablons–Lyon-Perrache integriert. Der Bahnhof Oullins wurde erst 1856 eröffnet. Aktuell werden die Haltepunkte von Zügen des TER Auvergne-Rhône-Alpes bedient, die zwischen Lyon-Perrache und Saint-Étienne-Châteaucreux im halbstündigen Takt verkehren.
Durch die unmittelbare Nähe zu Lyon ist die Gemeinde direkt an den städtischen öffentlichen Personennahverkehr angeschlossen. Sie besitzt drei Haltestellen (Gare d’Oullins mit Umsteigemöglichkeit zur Linie des TER und seit 2023 Oullins Centre und Centre hospitalier Lyon-Sud) der Linie B der Métro Lyon. Busse der Verkehrsbetriebe der Stadt Lyon führen im gesamten Gemeindegebiet zu den Metrostationen, teilweise auch direkt nach Lyon.
Durch Oullins-Pierre-Bénite führt die Autobahn A 7 „Autoroute du Soleil“, die im Stadtgebiet die Teilanschlussstelle 3 (Oullins-La Saulaie) und die Anschlussstelle 4 (Pierre-Bénite) hat. In Pierre-Bénite zweigt die Autoroute A450 in Richtung Brignais ab.
Die durch Oullins verlaufende Nationalstraße N 86 wurde 1990 zur Departementsstraße 486 abgestuft.

## Städtepartnerschaften
Seit 1962 besteht über Oullins eine Städtepartnerschaft mit Nürtingen in Deutschland und seit 1996 mit Pescia in Italien. Die Partnerschaft mit Nürtingen war eine der ersten Städtepartnerschaften Frankreichs.